# Вакар, Алексы
Алексы Вакар (пол. Aleksy Wakar; 1898—1966) — польский учёный в области экономики, один из создателей и руководителей в период немецко-фашистской оккупации нелегальной Высшей торговой школы. Ректор Академии политических наук, профессор Высшей школы планирования и статистики.

## Биография
Родился в 1898 году в Самаре, в семье председателя прокуратории Царства Польского Анатолия Модестовича Вакара, сына генерала М. А. Вакара.
Свою научную деятельность начал в 1939 году. Являлся сторонником Лозаннской школы в политической экономии, стремившейся обосновать применение математики в экономике.
С 1940 по 1944 годы во время оккупации Польши был одним из создателей и руководителей нелегальной Высшей торговой школы, в 1945—1948 годах являлся профессором и ректором этой школы.
С 1948 года профессор Высшей школы планирования и статистики. Основное внимание в это время Вакар сосредоточил на исследовании вопросов конкуренции, цен и внешней торговли.
В 1948—1950 годах был назначен ректором Академии политических наук, оставаясь при этом профессором Высшей школы планирования и статистики.
С 1950 годов занимался проблемами теории функционирования экономики. В созданной им концепции прямого и косвенного расчета, Вакар дал анализ основных принципов и возможностей разработки оптимальных планов, а также эффективности их осуществления.
Вплоть до своей смерти в 1966 году Вакар занимался исследованием системы управления экономикой и путей её совершенствования.

## Труды
- «Zagadnienie ceny zmiennej», Warszawa, 1936;
- «Teoria handlu zagranicznego», Warszawa, 1947;
- «Morfologia bodźców ekonomicznych», Warszawa, 1963;
- «Наброски теории социалистической экономики», Warszawa, (1965) (соавтор);
- «Теория торговли в Польше», Warszawa, 1966.[3]